# Josef Stanglmeier
Josef Jacob Stanglmeier (* 25. Dezember 1918 in Abensberg, Niederbayern; † 25. Juni 1999 in Regensburg) war ein deutscher Bauunternehmer, Politiker und Stifter.
Als Stadtrat und 2. Bürgermeister der Stadt Abensberg und als Mitglied des Kreistages von Kelheim gestaltete er mehr als 30 Jahre maßgeblich das kommunale Geschehen mit.
Von der Gruppe Handwerk in den Bayerischen Senat gewählt, trug er als Parlamentarier auch in der Landespolitik Verantwortung.
Er fungierte als Vizepräsident der Handwerkskammer Niederbayern-Oberpfalz. Vom 1. Januar 1980 bis 31. Dezember 1991 gehörte er als Vertreter des Handwerks dem Bayerischen Senat an. Bis zu seinem Tod blieb er Senator E. h.

## Familie
Josef und Franziska Stanglmeier († 2008) hatten zwei gemeinsame Kinder, Renate und Josef, die 1946 bzw. 1953 geboren wurden und in den siebziger Jahren im Alter von 21 respektive 23 Jahren starben.
Für einen nichtehelichen Sohn, der 1959 geboren wurde, hat er die Vaterschaft anerkannt. Die Vaterschaft für eine uneheliche Tochter hat diese sich nach seinem Tode gerichtlich erstritten.
Am 25. Juni 1999 starb Josef Stanglmaier in Regensburg 6 Monate vor seinem 81. Geburtstag.

## Entstehung der Firma
1918, im Geburtsjahr von Josef Jacob Stanglmeier, gründete sein Vater Josef ein Pflasterer- und Straßenbauunternehmen.
Nach der handwerklichen Ausbildung und dem Bauingenieur-Studium musste der Sohn im Zweiten Weltkrieg im Krieg gegen die Sowjetunion als Panzerpionier kämpfen. Nach einer schweren Kriegsverletzung wurde der Unteroffizier Stanglmeier aus dem Militärdienst entlassen.
1944 trat er in den elterlichen Betrieb ein. 1945 übergab ihm sein Vater den Betrieb. Im selben Jahr, am 24. Dezember 1945, heiratete er Franziska Paintl (1920–2008).

## Nach dem Zweiten Weltkrieg
Nach 1945 führte er die Firma seines Vaters weiter. In den späteren Jahren wuchs die Pflasterer- und Straßenbaufirma mit der finanziellen Unterstützung seines Schwiegervaters  zu einem der größten ostbayrischen Bauunternehmen mit weit über 1.000 Beschäftigten, welches über Deutschland hinaus bekannt war. Die Bauunternehmung war unter Josef Stanglmeier im Hoch-, Tief-, Straßen- und Brückenbau sowie Industriebau, Gas-, Wasser-, Rohrleitungsbau und in der Projektplanung tätig. Es wurden z. B. Schleusen und Staustufen, Fabrikationsanlagen für die Bayerischen Motorenwerke oder Kläranlagen gebaut. Das Betätigungsfeld reichte bis Libyen, wo die Firma im Rahmen eines Joint Ventures an der Errichtung einer Universität mitwirkte.
1989 wurde die Josef Stanglmeier Bauunternehmung GmbH & Co KG mit über 600 Beschäftigten an die Isar-Amperwerke AG angegliedert und im weiteren Verlauf in die E.ON Bayern AG eingegliedert.
Seit 2002 befindet sich die Bauunternehmung in Besitz der Familie Leitenmaier.

## WS – Baubetreuungs- und Verwaltungs GmbH
Am 20. Oktober 1950 gründeten Johann Paintl und sein Schwiegersohn Josef Stanglmeier die WS – Wohnungs- und Siedlungsbau GmbH in Abensberg. Ein wichtiges Ziel nach dem Krieg war der Wiederaufbau der Heimat und die Versorgung der Flüchtlinge mit Wohnraum. So wurden über 1.000 Wohnungen und über 90 Siedlungshäuser in der bayerischen Heimat errichtet. 1994 wurde die Firma in WS Baubetreuungs- und Verwaltungs GmbH umbenannt. Sie ist bis heute aktiv.

## Bauunternehmung Franz Wanninger und Stanglmeier Asphaltmischwerk (STAM)
Im Jahre 1971 wurde die Firma Wanninger in Cham übernommen. Die Firma Wanninger war zu diesem Zeitpunkt im Hoch-, Tief- und Straßenbau tätig. Wanninger gehörte zu den führenden Bauunternehmungen im ostbayerischen Raum. Die Firma Franz Wanninger als Tochterfirma der IAW – Isar-Amperwerke AG – wurde verstärkt und im Arbeitsgebiet Südbayern als SEG – Süddeutsche Energieanlagen GmbH Rohrbau Cham – übernommen.
1980 wurde die Firma STAM Stanglmeier Asphaltmischwerk gegründet. Mit dieser Anlage konnten dann Baustellen zwischen Nürnberg und München und zwischen Ingolstadt und Regensburg beliefert werden. STAM wurde 2009 erneut verkauft.

## Josef-Stanglmeier-Stiftung
Die gemeinnützige Josef-Stanglmeier-Stiftung wurde am 12. Dezember 1978 anlässlich des 60. Geburtstages von Josef Stanglmeier ins Leben gerufen. Sie fördert verschiedene Projekte für Jugend, Sport, Wissenschaft und Kultur (darunter beispielsweise der Film Tage wie Jahre).
Seit 1979 wird in den Landkreisen Kelheim, Cham, Dingolfing-Landau und Landshut die Veranstaltung „Jugend gestaltet Freizeit“ mit jährlich weit über 4.000 Jugendlichen durchgeführt, die den Teilnehmern Gelegenheit gibt, ihren Einfallsreichtum und ihre Kreativität der Öffentlichkeit vorzustellen. Des Weiteren ermöglicht die Josef-Stanglmeier-Stiftung Studierenden der OTH Regensburg und der Hochschule Landshut einen Erfahrungsaustausch mit Studienkollegen im Ausland. Dazu dienen die Zuschüsse für Auslandspraktika.

## Josef-Stanglmeier-Halle
Die Josef-Stanglmeier-Halle wurde 1995 im Gebäudekomplex des Freizeitzentrums Aumühle in Abensberg errichtet. Es handelt sich um eine moderne Mehrzweckhalle mit allen technischen Ausstattungen für Sport und diverse Veranstaltungen, wie z. B. Konzerte und Empfänge. Die Josef-Stanglmeier-Halle verfügt über 1.200 m² Grundfläche und bietet Platz für 1.000 Zuschauer bei 700 Tribünenplätzen.
Im Rahmen des differenzierten Schulsports wird hier Judo trainiert. An die Josef-Stanglmeier-Halle angegliedert ist der „Landesstützpunkt Bayerischer Judoverband“, das „Nachwuchsleistungszentrum Deutscher Judobund“ und die „Eliteschule des Sports“. Große Sportveranstaltungen bis zum Europacup wurden bisher durchgeführt. Ein besonderer Anlass ist die alljährlich stattfindende Abschlussveranstaltung von „Jugend gestaltet Freizeit“.

## Auszeichnungen
- 1968: goldener Ehrenring der Stadt Abensberg
- 1970: Bayerischer Verdienstorden
- 1972: Ehrensenator der OTH Regensburg
- 1976: Bundesverdienstkreuz 1. Klasse
- 1978: Ehrenbürger der Stadt Abensberg
- 1979: Bayerische Staatsmedaille für soziale Verdienste
- 1980: Staatsmedaille für besondere Verdienste um die Kommunale Selbstverwaltung
- 1981: Großes Bundesverdienstkreuz
- 1986: Staatsmedaille für besondere Verdienste um die bayerische Wirtschaft
- 1988: Großes Bundesverdienstkreuz mit Stern (Großoffizier)
- 1994: Großes Bundesverdienstkreuz mit Stern und Schulterband (Großkreuz 2. Klasse)
- 1999: Ehrenring des Landkreises Kelheim

## Vorstandsmitgliedschaften
- Ehrenvorstandsmitglied des ADACs
- Vorstand der Bundesanstalt für Arbeit
- Vorstand Verband Deutscher Rentenversicherungsträger

## Politische und wirtschaftliche Ämter
- Stadtrat der Stadt Abensberg
- 2. Bürgermeister der Stadt Abensberg
- Mitglied des Kreistages von Kelheim
- Bayerischer Senator
- Vizepräsident der Handwerkskammer Niederbayern-Oberpfalz